# Potirendaba
Potirendaba is een gemeente in de Braziliaanse deelstaat São Paulo. De gemeente telt 15.128 inwoners (schatting 2009).